# Gabon na Letnich Igrzyskach Olimpijskich 1988
Gabon na Letnich Igrzyskach Olimpijskich 1988 reprezentowało 2 zawodników, 1 mężczyzna i 1 kobieta.

## Skład kadry

### Boks
Mężczyźni
- Serge Bouemba
  - waga piórkowa - 9. miejsce

### Lekkoatletyka
Kobiety
- Gisèle Ongollo
  - bieg na 100 m - odpadła w eliminacjach